# Saint-Pierre-de-Frugie
Saint-Pierre-de-Frugie is een gemeente in het Franse departement Dordogne (regio Nouvelle-Aquitaine) en telt 373 inwoners (1999). De plaats maakt deel uit van het arrondissement Nontron.

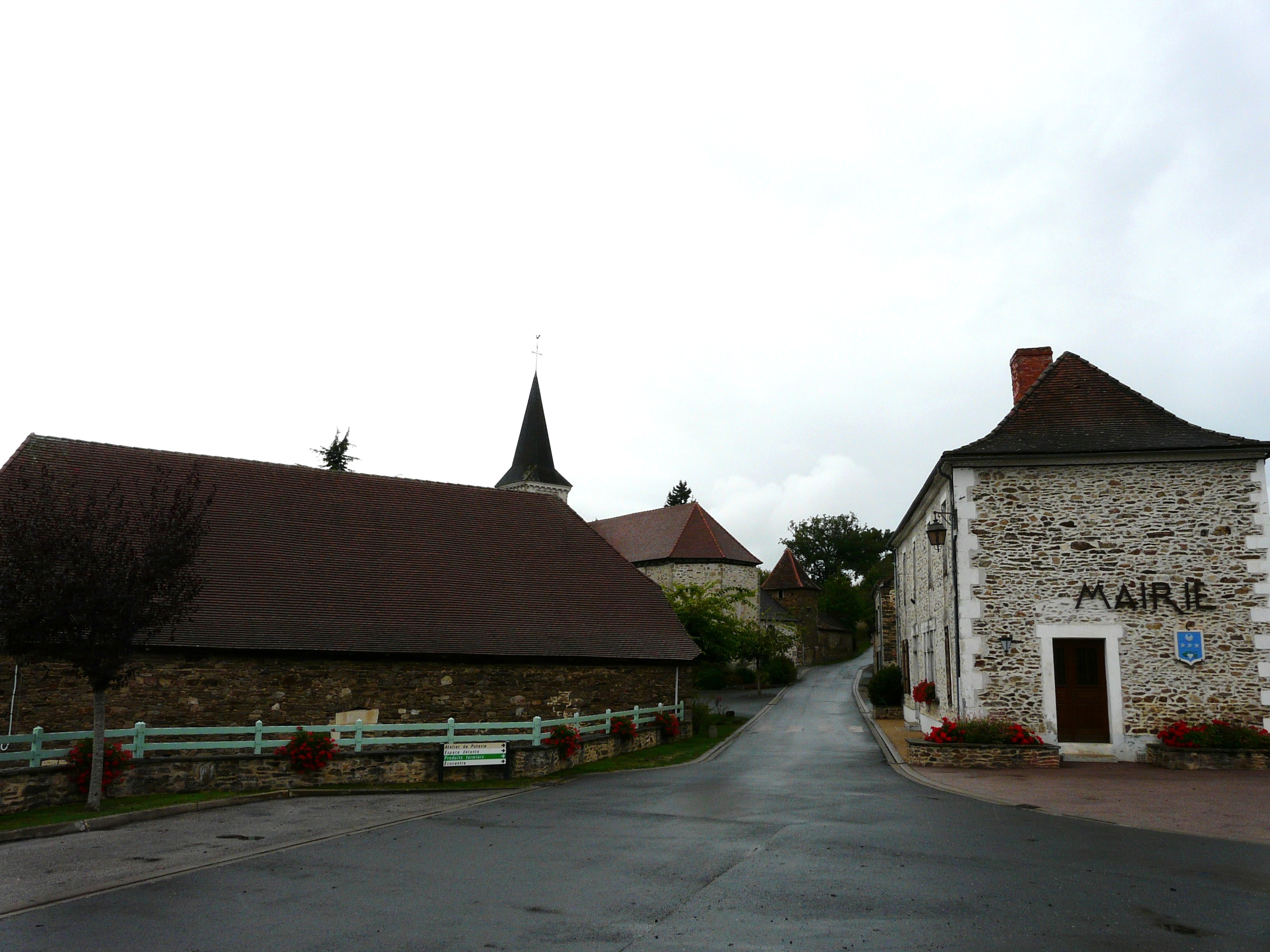
Saint-Pierre-de-Frugie
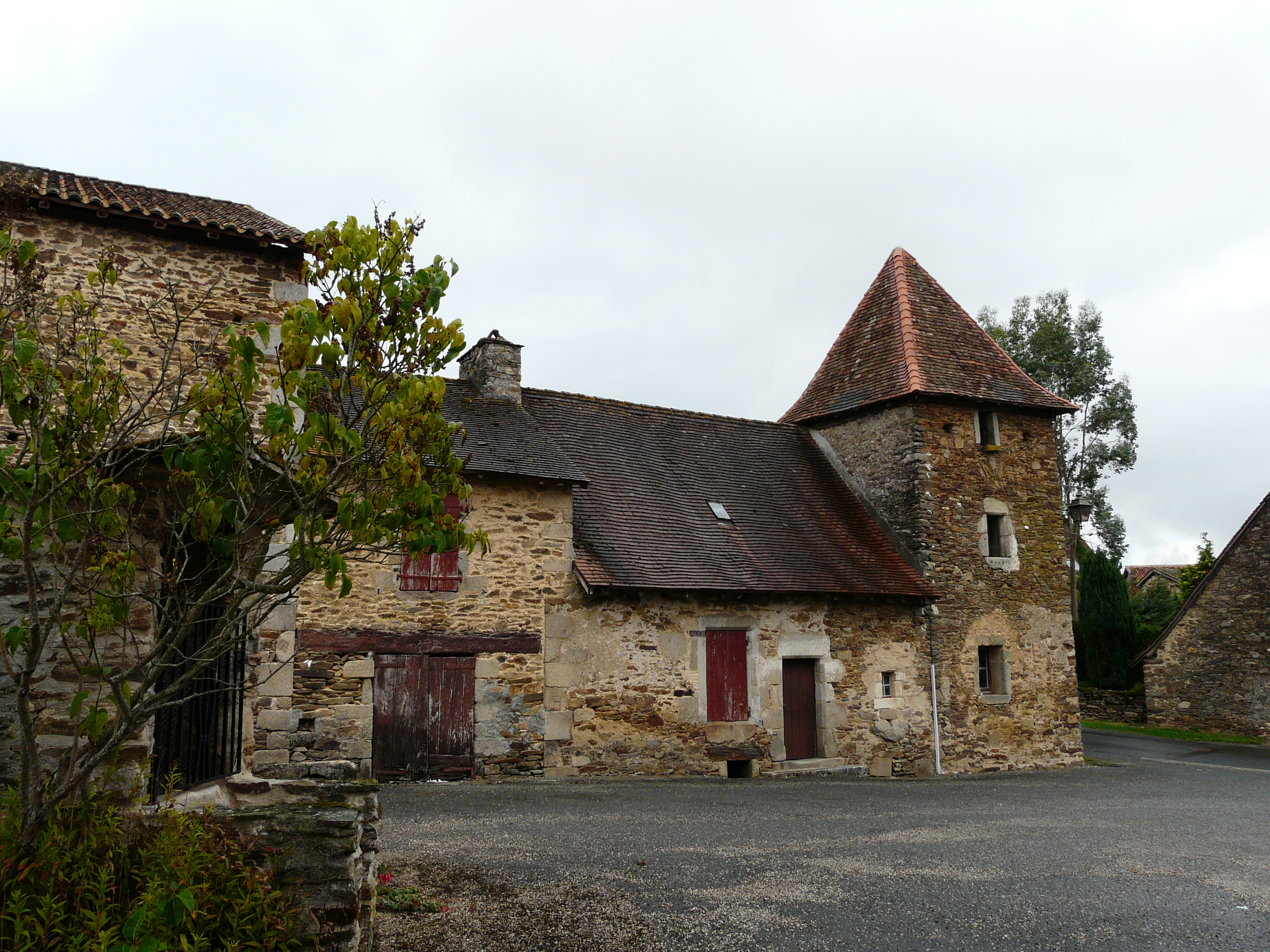
Uitzicht vanaf de kerk

## Geografie
De oppervlakte van Saint-Pierre-de-Frugie bedraagt 21,7 km², de bevolkingsdichtheid is 17,2 inwoners per km².
De onderstaande kaart toont de ligging van Saint-Pierre-de-Frugie met de belangrijkste infrastructuur en aangrenzende gemeenten.

## Demografie
Onderstaande figuur toont het verloop van het inwonertal (bron: INSEE-tellingen).